# Пехотная улица (Москва)
Пехо́тная улица — улица на северо-западе Москвы в районе Щукино Северо-Западного административного округа между Волоколамским шоссе и улицей Маршала Бирюзова.

## Происхождение названия
Бывшая Алексеевская улица (по фамилии домовладельца) переименована в 1922 году в связи с тем, что по соседству в XIX — начале XX веков размещались летние военные лагеря, где проводились учения пехоты.

## Описание
Пехотная улица начинается от Волоколамского шоссе напротив 4-го-Красногорского проезда, проходит на юг, пересекает Авиационную улицу, справа от неё отходят Щукинская улица, Сосновая улица, затем 1-й Пехотный переулок справа и 2-й Пехотный слева, за которыми улица поворачивает на юго-запад и выходит на улицу Маршала Бирюзова.

## Учреждения и организации
по нечётной стороне:
- № 3 — Городская клиническая больница № 52;
- № 3, строение 2 — Северо-Западный административный округ: Объединенный военный комиссариат района Тушинский;
- № 3, корпус 4 — Московский городской нефрологический центр; Московский научно-практический центр оториноларингологии Департамента здравоохранения г. Москвы;

по чётной стороне:
- № 18 — производственно-снабженческая компания «Нефтепродукт»;
- № 22 — здесь жил доктор технических наук И. Д. Морохов
- № 24 — здесь в 1950—1973 гг. жил академик М. Д. Миллионщиков[1];
- № 26 — здесь жили академики Л. А. Арцимович и В. А. Легасов;
- № 28 — здесь жил доктор физико-математических наук И. Н. Головин
- № 30 — здесь жил академик А. П. Александров[2].

## Транспорт

### Наземный транспорт
Остановки:
- Остановки автобуса № 105, 800:

|  |

- Остановки

Трамвай: №№  6, 15, 23, 28, 30, 31.
Маршрутное такси: № 446 м.

### Ближайшие станции метро
- Станция метро «Октябрьское поле».
- Станция метро «Щукинская».

### Железнодорожный транспорт
- Станция МЦК «Стрешнево».
- Платформа «Стрешнево».
- Платформа «Щукинская».